# 두위봉
두위봉(斗圍峰, 일명: 두리봉)은 대한민국 강원특별자치도 정선군 신동읍 방제리, 사북읍 사북리, 남면 무릉리와 영월군 산솔면 직동리에 걸쳐 있는 해발 1,466m의 산이다. 백두대간의 함백산에서 갈라져 나온 지맥이다.
1400m급의 고산인 만큼 그 덩치도 만만치 않고 주능선만도 정상을 열 십자로 그으며, 각각 사방으로 뻗어나간 능선이 장장 10Km가 넘는다.
정상에 올라 바라보는 전망도 좋아서 북으로는 민둥산이 펼쳐지고, 동쪽으로 백운산과 그 오른족에 태백산이며 남으로 매봉산이 두루 조망된다. 정상에 이르는 주능선에는 철쭉 군락이 대단하여 정선군에서 해마다 철쭉제를 열기도 한다.
고생대 오르도비스기의 퇴적암 지층 조선 누층군 두위봉층의 이름이 이 산에서 유래되었다.